# Печать Алабамы
Большая печать штата Алабама (англ. The Great Seal of the State of Alabama) — один из государственных символов штата Алабама, США.

Печать Алабамы представляет собой круг, вверху которого расположена надпись «ALABAMA» (англ. «Алабама»), внизу — «GREAT SEAL» (англ. «Большая печать»). В центре печати изображена карта штата, на которой видны основные реки.

Большая печать штата Алабама в период 1868—1939 гг.

Печать штата разработана в 1817 году губернатором Территории Алабама Уильямом Уаттом Биббом, ставшим впоследствии первым губернатором штата Алабама. Дизайн печати был принят законодательным собранием штата в 1819 году и утверждён в качестве изображения официальной печати штата. Дизайн включает в себя схематическое изображение крупных рек Алабамы, являющихся наиболее ценным природным ресурсом территории.
Оригинальный дизайн Бибба прослужил в качестве официальной печати штата вплоть до 1868 года, после чего был заменён неоднозначным дизайном с изображением орла, держащего в клюве табличку с надписью «Здесь мы отдыхаем». В 1939 году губернатор штата Франк М. Диксон восстановил прежнюю печать штата Алабама, разработанную в 1817 году, которая является официальной печатью штата и в настоящее время.